# Nhãn hiệu GS

Nhãn hiệu GS

Nhãn hiệu GS (viết tắt từ Geprüfte Sicherheit có nghĩa an toàn đã được thử nghiệm qua) được đưa ra vào năm 1977 là một nhãn hiệu chứng nhận tình nguyện cho các dụng cụ công nghệ. Nó cho biết là dụng cụ đã đạt được những đòi hỏi về an toàn của Đức và có thể của cả châu Âu. Khác biệt chính giữa nhãn hiệu GS và nhãn hiệu CE là với nhãn hiệu GS các yêu cầu an toàn của châu Âu đã được thử nghiệm và chứng nhận bởi một cơ quan độc lập được nhà nước chấp nhận. Nhãn hiệu CE, ngược lại, là việc ký kết một tuyên bố, rằng sản phẩm là phù hợp với luật lệ châu Âu. Nhãn hiệu GS dựa vào luật an toàn sản phẩm Đức ("Produktsicherheitsgesetz", or "ProdSG"), hiện vẫn là nhãn hiệu an toàn sản phẩm duy nhất từ nhà nước. Tất cả các nhãn hiệu khác như ENEC, VDE, Ove, TÜV, BG là các nhãn hiệu tư nhân của các cơ quan thử nghiệm hay chứng nhận hoặc các thỏa thuận giữa các nhà thử nghiệm.
Việc thử nghiệm để lấy nhãn hiệu được thực hiện từ nhiều phòng thí nghiệm như của Intertek (Anh Quốc), DGUV Test (Đức), the TÜV (Đức), Nemko (Na Uy) và IMQ (Ý).
Mặc dù nhãn hiệu GS được thiết kế cho thị trường Đức, nó xuất hiện trên một tỷ lệ lớn các sản phẩm điện tử và thiết bị máy móc được bán ở những nơi khác trên thế giới.